# Gylippus lamelliger
Gylippus lamelliger är en spindeldjursart som beskrevs av J. Birula 1906. Gylippus lamelliger ingår i släktet Gylippus och familjen Gylippidae. Inga underarter finns listade i Catalogue of Life.